# 安東尼·喬姆
安東尼·喬姆（Anthony Jorm，1951年—）是一位澳洲研究人員，在心理學、精神病學和老年學領域做出了貢獻。他還與精神健康教育家貝蒂·基奇納共同創立了精神健康急救培訓。

## 職業生涯
安東尼·喬姆獲得昆士蘭大學學士學位，並於 1973 年獲得心理學一等榮譽學位和大學獎章 。隨後，安東尼·喬姆在新南威爾士大學完成了臨床心理學碩士學位（1975 年）和心理學博士學位（1977 年）。 1995 年，他因在精神障礙方面的研究而獲得澳洲國立大學的博士學位。安東尼·喬姆曾在迪肯大學 (1977-1984)、澳大利亞國立大學 (1984-2005) 及墨爾本大學 (2005-2018)擔任學術職務。自 2019 年以來，安東尼·喬姆一直是墨爾本大學的名譽教授。安東尼·喬姆曾獲得國家衛生與醫學研究委員會獎學金，包括在 2009 年獲得澳洲獎學金。 [1]他目前是國家衛生與醫學研究委員會首席研究員。
安東尼·喬姆的名譽職位包括澳洲精神病學研究協會主席（1999-2000年）、國際精神健康急救委員會主席 及澳大利亞扶輪社健康研究委員會主席（2009-2012年）。

## 對研究的貢獻
安東尼·喬姆在迪肯大學的早期研究是關於閱讀和拼寫的認知過程，特別是讀寫障礙。 這項工作研究了長期記憶中語音信息的存儲和檢索問題的作用，以及家庭和學校環境對閱讀成績的影響。
安東尼·喬姆在澳洲國立大學參與研究認知障礙症和抑鬱症的流行病學. 。這項研究包括“對已發表作品的綜合分析；儀器開發；一般人群樣本中認知衰退、癡呆和抑鬱的橫斷面和前瞻性縱向調查；和阿爾茨海默病的病例對照研究”. 。這項研究包括顯示抑鬱症病史是認知障礙症危險因素的研究 。安東尼·喬姆制定了評估認知障礙症的措施，包括老年人認知功能減退知情者問卷及老年心理評估量表。
20世紀90年代中期，安東尼·喬姆開始研究精神健康素養，引入這一術語，並對澳洲公眾的精神健康素養進行了全國性調查。關於這項工作的一篇文章被列為澳洲醫學雜誌100年歷史中被引用次數第 5 的文章。 精神健康素養的研究對精神健康急救培訓的發展產生了重大影響 。安東尼·喬姆目前在墨爾本大學的研究是建立社區預防和早期干預精神障礙的能力。 
安東尼·喬姆已被列為澳洲和世界精神健康領域被引用次數最多的研究人員之一。2020 年，他被評為全球所有學科中被引用次數最多的 500 位科學家。

## 在精神健康急救課程中的作用
2000 年，安東尼·喬姆與他的妻子貝蒂·基奇納一起創立了精神健康急救課程。 安東尼·喬姆領導了一項研究，以評估精神健康急救的效果以及如何首先提供精神健康的指南為一系列發展中的精神健康問題及精神健康危機提供援助。 2011 年，他與貝蒂·基奇納 (Betty Kitchener) 一起創立了非營利組織精神健康急救國際組織並且是其董事會的首任主席。 到 2021 年, 精神健康急救已經傳播到超過 25 個國家，全球有超過 400 萬人接受了培訓。

## 編輯角色
從 1997 年到 2001 年，安東尼·喬姆是《澳大利亞老齡化雜誌》的主編 ，自 2019 年以來一直是《精神健康與預防》的主編。2005年至2021年，安東尼·喬姆是《澳大利亞和新西蘭精神病學雜誌》的副主編 ，2006 年至 2013 年，他是《精神病學早期干預》的副主編。